# Francesco Redi

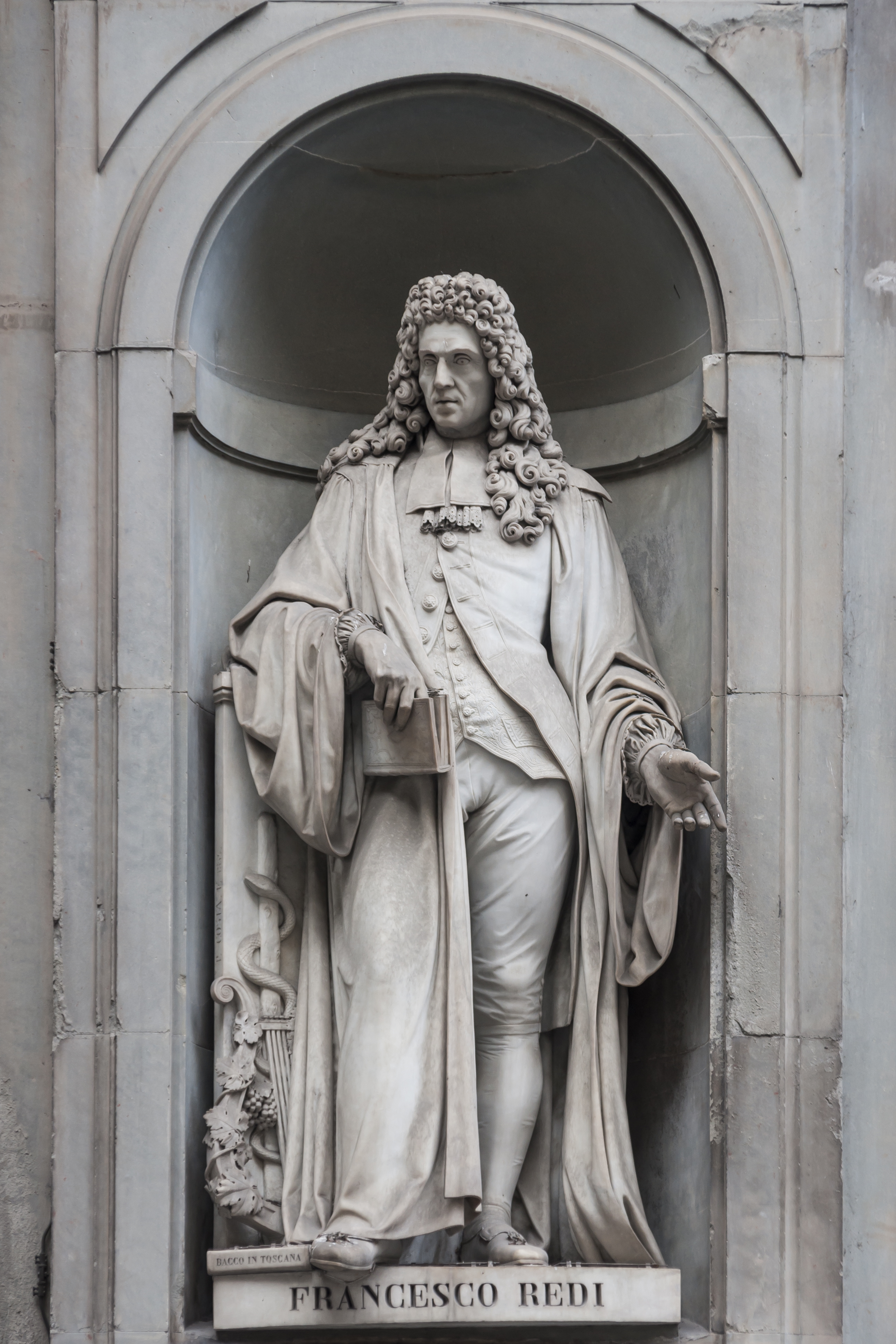
Posąg w Galerii Uffizi

Francesco Redi (ur. 18 lutego 1626, zm. 1 marca 1697 w Pizie) – toskański lekarz, przyrodnik i poeta.
Po ukończeniu studiów na Uniwersytecie w Pizie pracował jako lekarz. Badał owady, pasożyty i inne bezkręgowce oraz jad zwierząt. Wykonał eksperymenty zaprzeczające teorii samorództwa. Był także poetą, autorem dytyrambu Bacco in Toscana, czyli Bachus w Toskanii, wydanego 1685 roku oraz szeregu wierszy Jest uważany za jednego z twórców nowożytnej biologii oraz toksykologii. Od jego imienia nazwano stadium larwalne przywry (redia), a najważniejsza nagroda toksykologii to Redi Award.

## Publikacje w języku polskim
Redi, Francesco:  Obserwacje na temat żmij. Bachus w Toskanii, przekł. i oprac. Barbara Sosnowska, Roman Sosnowski, Warszawa: Wydawnictwo IBL 2023.